# 在我們的城市裡
《在我們的城市裡》（僕らの街で）是KAT-TUN的第3張單曲。2006年12月7日發售。發行公司為J-One Records。

## 簡介
- 「在我們的城市裡」是龜梨和也主演、田中聖也參與演出的日本電視台系連續劇《唯愛》的主題曲。
- 連續劇播放第1集時、曲名卻尚未決定。這在日本來說是非常極端的特例。
- 由名歌手小田和正第1次與傑尼斯事務所旗下的藝人合作，同時為之作詞作曲，是相當令人矚目的事。
- 將是宣布去海外留學的成員赤西仁活動休止以後、5人重新開始的第1張單曲。
- 初回限定盤內附DVD，收錄「在我們的城市裡」MV。通常盤初回則收錄BONUS TRACK。
- BONUS TRACK曾用在NTT DoCoMo的FOMA903i SERIES的CM廣告歌曲。
- 2006年12月7日發售單曲。首週銷售量高達41萬張。連續三張單曲均突破40萬大關。
- 日本2006年首週銷售排行榜的前三名分別為：「Real Face」75.4萬、「Signal」45.1萬和「在我們的城市裡」的41萬。若再加上「Best of KAT-TUN」專輯跟「Real Face Film」DVD等五項作品在出道當年都獲得第一，超越了2001年化學超男子、1986年少年隊以及1981年的近藤真彥的四項作品，成為五冠王。
- 拿下2006年ORICON公信榜單曲榜第13名。
- 知名歌手小田和正(即此歌詞曲作者)于TBS電視臺《クリスマスの約束2006》演唱會中親自演唱此歌。

## 收錄曲

### 初回限定盤
CD
1. 在我們的城市裡
2. Way of Love
  - 作詞: ma-saya、作曲・編曲: 江上浩太郎

DVD
- 「在我們的城市裡」音樂錄影帶

### 初版發行通常盤
1. 在我們的城市裡
2. Way of Love
3. Le ciel ～君の幸せ祈る言葉～ [X'mas Remix 5 Version]
4. 在我們的城市裡（ORIGNAL・卡拉OK）
5. Way of Love（ORIGNAL・卡拉OK）
6. Le ciel ～君の幸せ祈る言葉～ [X'mas Remix 5 Version]（ORIGNAL・卡拉OK）

### 通常盤
1. 在我們的城市裡
2. Way of Love
3. 在我們的城市裡（ORIGNAL・卡拉OK）
4. Way of Love（ORIGNAL・卡拉OK）